# Balin Rocks
Balin Rocks är en klippformation i Antarktis. Den ligger vid Signy Island i Sydorkneyöarna. Argentina och Storbritannien gör anspråk på området.
Terrängen runt Balin Rocks är varierad. Havet är nära Balin Rocks åt nordost. Trakten är obefolkad.